# Pamidovo
Pamidovo (bulgariska: Памидово) är ett distrikt i Bulgarien.   Det ligger i kommunen Obsjtina Lesitjovo och regionen Pazardzjik, i den centrala delen av landet, 90 km sydost om huvudstaden Sofia.
Trakten runt Pamidovo består till största delen av jordbruksmark. Runt Pamidovo är det ganska tätbefolkat, med 192 invånare per kvadratkilometer.